# 阿利斯特·柯比
阿利斯特·柯比（英語：Alister Kirby，1886年4月14日—1917年3月29日），英国男子赛艇运动员。他曾代表英国参加1912年夏季奥林匹克运动会赛艇比赛，获得男子八人单桨有舵手金牌。